# Сташевиця
43°08′ пн. ш. 17°26′ сх. д. / 43.14° пн. ш. 17.43° сх. д.
Сташевиця (хорв. Staševica) — населений пункт у Хорватії, в Дубровницько-Неретванській жупанії у складі міста Плоче.

## Населення
Населення за даними перепису 2011 року становило 902 осіб.
Динаміка чисельності населення поселення: